# Viktor Fadrus
Viktor Fadrus (* 20. Juli 1884 in Wien; † 23. Juni 1968 in Villach) war ein österreichischer Pädagoge und Schulreformer. Sein gleichnamiger Sohn (1912–2004) war ebenfalls ein Pädagoge und Schulreformer.

## Leben und Wirken
Viktor Fadrus wurde am 20. Juli 1884 in Wien geboren und besuchte nach der allgemeinen Schulausbildung von 1898 bis 1903 das Lehrerseminar in Wiener Neustadt, das er im Jahre 1903 mit der Reifeprüfung abschloss. Im Anschluss war er bis 1909 als Lehrer und Erzieher am von 1779 bis 1918 existierenden k.k. Taubstummeninstitut, ehe er 1909 zum Übungsschullehrer an der Staatslehrerbildungsanstalt in Oberhollabrunn ernannt wurde. In dieser Position war er 1911/12 auch an der Staatslehrerbildungsanstalt Wien 3, der ältesten Lehrerbildungsanstalt Österreichs, tätig. Angeregt durch die Werke Adalbert Stifters unternahm er Wanderungen zwischen Wien und dem Böhmerwald; 1904 unternahm er zudem eine Reise ins Deutsche Reich, sowie an die Adria. Er war einer der Wegbereiter einer pädagogischen Praxis im Sinne der Arbeitsschule, des heimatlichen Gesamtunterrichts, sowie der Kunsterziehung. In den Jahren 1905 bis 1909 besuchte er Vorlesungen aus Pädagogik, Deutsch, Geographie und Geschichte an der Landeslehrerakademie in Wien und fand durch seinen Freund und Förderer Anton Becker Zugang zu wissenschaftlicher Arbeit.
Nachdem er am 20. November 1918 durch den Staatssekretär Rafael Pacher in das Unterrichtsministerium, zu dieser Zeit Staatsamt für Inneres und Unterricht genannt, berufen worden war und hier für die Abfassung der Schulbücher verantwortlich war, wurde er im März 1919 von Otto Glöckel gemeinsam mit Eduard Martinak mit der Demokratisierung und Reformierung des gesamten Pflichtschul- und Mittelschulwesens betraut. Hierzu wurden zwei Schulreformabteilungen eingerichtet; Fadrus war für die Abteilung für Volks- und Bürgerschulen, sowie Lehrerbildungsanstalten zuständig. Dort arbeitete er für die Umsetzung der sozialdemokratischen Schulreformpläne und war mit dieser Aufgabe bis 1932 betraut. In diese Zeit fielen eine intensive Vortragstätigkeit in ganz Österreich, wodurch er auch ein führender Fachmann während der praktischen Erprobung der Reformentwürfe war und diverse weitere Ämter im österreichischen Schulsystem besetzte.
So war er unter anderem Mitglied des Stadtschulrats für Wien, Leiter der Reformabteilung für Volksschulen, Leiter der Lehrplanberatungen, Mitglied im Hauptausschuss der Versuchsklassenlehrer, Leiter der sechs großen Lehrerfortbildungskurse und ab 1922 zusammen mit Karl Linke Herausgeber der Monatszeitschrift Schulreform. Des Weiteren brachte er in Zusammenarbeit mit Ludwig Battista und Eduard Burger die Bücherreihe Lehrerbücherei in 84 Bänden heraus. Zusammen mit Linke war er ebenfalls Herausgeber der sogenannten Schulreformbücherei und mit Charlotte Bühler der Wiener Arbeiten zur pädagogischen Psychologie. Nachdem die Landeslehrerakademie aufgelöst worden war, beauftragte ihn der damalige Wiener Bürgermeister Karl Seitz mit der Einrichtung des Pädagogischen Instituts der Stadt Wien, deren Direktor er von 1922 bis 1934 war. Weiters richtete er dort die Pädagogische Zentralbücherei, sowie eine achtklassige Institutsschule und viersemestrige hochschulmäßige Lehrerbildungskurse (1925 bis 1930) ein.
Die ehemaligen Militärunterrealschulen und Militärakademien Breitensee, Traiskirchen, Wiener Neustadt und Judenau wurden auf seine Anregung hin in Bundeserziehungsanstalten umgewandelt. Beim 1921 auf seine Anregung hin von der Gemeinde Wien gegründete Verlag Jugend & Volk fungierte Fadrus als wissenschaftlicher Leiter und war als solcher an der Lehrbuchproduktion des Verlags, der für Wiener Pflichtschüler die Schulbücher unentgeltlich zur Verfügung stellte, maßgeblich beteiligt. Unter seiner Leitung entstanden über 400 Lehrbücher. Aufgrund seiner demokratischen Gesinnung erfolgte ab 1933 im Zuge der Machtergreifung der Nationalsozialisten der zwangsweise Niedergang Fadrus. Am 1. Jänner 1933 wurde er vom Unterrichtsministerium (ab 1925 Ministerialrat) zum Stadtschulrat für Wien versetzt und mit der Funktion eines Landesschulinspektors betraut. Als solcher war er daraufhin bis zum Februar 1934 tätig, ehe er – zu diesem Zeitpunkt 49-jährig – außer Dienst gestellt und mit 31. Mai 1934 in den Ruhestand versetzt wurde. In den Jahren 1934 bis 1944 lebte er weitgehend zurückgezogen in Wien, begann ein Studium an der Universität Wien, das er im Jahre 1936 als Doktor der Philosophie abschloss. 1944 wurde er – mittlerweile knapp 60-jährig – zum Kriegsdienst eingezogen.
Nach dem Ende des Zweiten Weltkriegs war Fadrus von 1945 bis 1949 mit dem Wiederaufbau des österreichischen Schulwesens betraut und hatte die Position des Sektionschefs inne. Auch nach seiner Pensionierung nahm er weiterhin an pädagogischen Kongressen, Schulausstellungen und Lehrplanberatungen teil. Daneben war er auch ehrenamtlich tätig; zu seinen ehrenamtlichen Funktionen zählen der Vorstand der Wiener Pädagogischen Gesellschaft und des Reichsvereins österreichischer Lehrerbildner. Weiters war er Mitarbeiter der Geographischen Gesellschaft, des Vereins für Landeskunde von Wien und Niederösterreich und des Männerchors Wiener Schubertbund, sowie Kuratoriumsmitglied des Instituts für Wissenschaft und Kunst. Fadrus veröffentlichte zahlreiche Arbeiten zur Schul- und Bildungspolitik und war oftmals federführend an der Publikation von Lexika und Zeitschriften (wie der Schulreform und der Volkserziehung) beteiligt. Daneben brachte er auch diverse Jugendschriften heraus.
1959 erhielt Fadrus die Ehrenmedaille der Bundeshauptstadt Wien. Am 23. Juni 1968 starb Fadrus, etwa einen Monat vor seinem 84. Geburtstag, in Villach. Er wurde am Villacher Stadtfriedhof beerdigt. Er hinterließ seine Ehefrau Anna (geborene Schererbauer), mit der er seit 1910 verheiratet war und mit er den gemeinsamen Sohn Viktor hatte.

## Schriften (Auswahl)
- Die österreichischen Bundeserziehungsanstalten, 1924
- Beiträge zur Neugestaltung des Bildungswesens, 1956